# Sakralbauten in der Antarktis

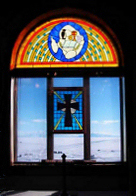
Sicht vom Innenraum der Chapel of the Snows

Sakralbauten in der Antarktis werden seit 1956 errichtet, um dem Bedürfnis einer wachsenden Zahl von Christen, sich zum Gottesdienst zu versammeln, zu entsprechen. Dies geht mit der zunehmenden Erschließung und Erforschung des Kontinents Antarktika einher.

## Vorgeschichte und Umfeld
Im Umfeld der Antarktis wurden bereits kurz nach 1900 Walfangstationen und Expeditionslager eingerichtet. Bereits die benachbarte Westwindzone im Bereich der Roaring Forties und Howling Fifties galt bei Seefahrern als extrem anspruchsvoll, der Übergang zum Südpolarmeer wurde mit dem geflügelten Wort „Jenseits des 40. Breitengrades gibt es kein Gesetz, jenseits des 50. keinen Gott“ beschrieben. Seit den 1950er Jahren gibt es Forschungsstationen in der Antarktis. Der Aufenthalt in der Antarktis stellt erhebliche Anforderungen an die psychische Stabilität. Die betreffenden Forscher sind oft monatelang von ihren Familien und vom heimatlichen Umfeld getrennt.

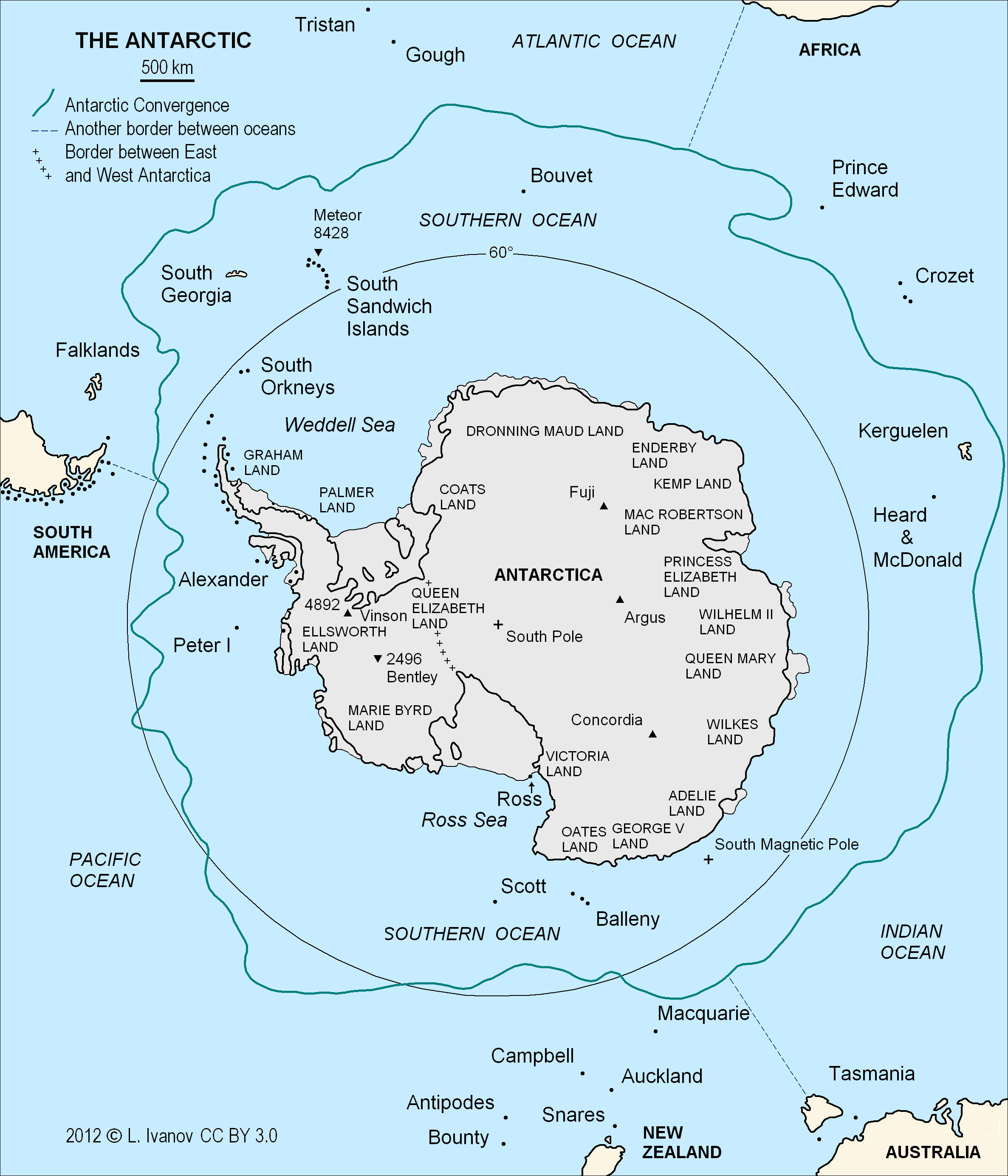
Das Südpolargebiet

Nach einigen militärischen Unternehmungen setzte ab den 1950er Jahren weltweit ein starkes Interesse an der Erforschung der Antarktis ein. Die wissenschaftliche Arbeit auf dem sechsten Kontinent wurde systematisch erweitert. Als wesentlicher Antrieb für die zivile Forschungskooperation wirkte das Internationale Geophysikalische Jahr 1957–1958. An den Antarktisexkursionen in dessen Umfeld waren mehrere bedeutende Seismiker beteiligt, die gleichzeitig jesuitische Geistliche waren, so Edward A. Bradley (1923–1996) von der Xavier University, Cincinnati, Henry F. Birkenhauer (1914–2003) von der John Carroll University, Cleveland, sowie J. Joseph Lynch (1894–1987), Direktor der seismographischen Station der Fordham University, New York City, und Daniel J. Linehan (1904–1987) vom Weston Observatory in Boston.
Es gibt seit den 1950er Jahren etwa 85 Forschungsstationen in der Antarktis, ungefähr die Hälfte davon wird nur im Sommer genutzt. Innerhalb der Antarktischen Konvergenz liegen auf den französischen Kerguelen die in den 1950er Jahren erbaute katholische Kirche Notre-Dame des Vents in Port-aux-Français und eine auf Betreiben Carl Anton Larsens 1913 errichtete norwegisch-lutherische Kapelle in Grytviken, Südgeorgien. Die Christ Church Cathedral in Stanley auf den Falklandinseln dient als anglikanische Bischofskirche für die Falklandinseln und das britische Antarktisterritorium. Die katholische Kathedrale von Punta Arenas auf Feuerland ist Kathedralkirche für das chilenisch beanspruchte Territorium in der Antarktis.
Fast alle Forschungsstationen haben einen kleinen Versammlungsraum, der für Gottesdienste vorgesehen ist. Bei größeren Stationen wie engagierteren Gemeinden sind separate Gebäude für religiöse Zwecke verbreitet, oft improvisierte Stahlcontainer.

## Aktivitäten und Bauten im Südpolargebiet

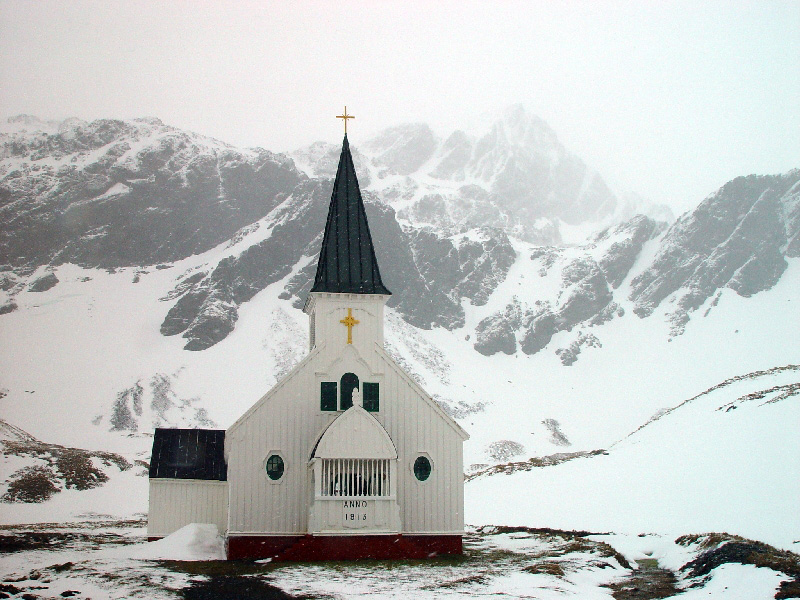
Die norwegisch-lutherische Kirche auf Grytviken, Südgeorgien

Als erster Kleriker in der Antarktis gilt William Menster (1913–2007).
Er nahm 1947 als katholischer Priester im Rang eines Lieutenant Commander der United States Navy an der Operation Highjump teil und feierte mit über 2000 Teilnehmern unterschiedlicher Konfessionen eine Heilige Messe auf dem Kontinent. Im selben Jahr wurden nahe der chilenischen Arturo-Prat-Station ein hölzernes Kreuz und eine Statue Unserer Lieben Frau auf dem Berge Karmel errichtet. Sie gilt als Denkmal der Zeit vor dem Internationalen Geophysikalischen Jahr und gehört zu den geschützten Antarktisdenkmälern.
1956 wurde die erste Chapel of the Snows als überkonfessionelle christliche Kapelle in der von den Vereinigten Staaten betriebenen McMurdo-Station erbaut. Sie ist nach einem ganz aus Eis bestehenden Gebäude in der argentinischen Belgrano-II-Station der südlichste Sakralbau der Welt. Es werden regelmäßig katholische und evangelische Gottesdienste angeboten. Die Kapelle ist zudem für Veranstaltungen und Treffen anderer Glaubensgemeinschaften, wie der Mormonen, Bahai und Buddhisten, offen und dient auch säkularen Gemeinschaften wie z. B. den Anonymen Alkoholikern als Versammlungsort. Die Kapelle wurde nach einem Brand 1978 neu errichtet und 1989 erneut geweiht.
1976 wurde auf der argentinischen Esperanza-Station eine dem heiligen Franz von Assisi geweihte Kapelle gebaut. Die ebenfalls katholische Kapelle der Jungfrau von Lujan ist auf der Marambio-Station zu finden.
Auf russischen Stationen war die Religionsausübung zu Sowjetzeiten verboten. 2002 regte der Patriarch Alexius II. die Initiative „Ein Tempel für die Antarktis“ (russisch Храм Антарктиде) an. 2004 wurde die Dreifaltigkeitskirche auf King George Island nahe der russischen Bellingshausen-Station geweiht. Die aus russischem Lärchen- und Zedernholz erbaute Kirche ist aufwendig ausgestattet und bewusst als weithin sichtbare Landmarke positioniert. Die dem Moskauer Patriarchen unterstehende Dreifaltigkeitskirche wurde zunächst ganzjährig von einem einzelnen Popen betreut, dem nach einem regelrechten Hilferuf ein zweiter Geistlicher beigestellt wurde. Beide beteiligen sich auch an der Instandsetzung und baulichen Erhaltung der Station. Die Besetzung wechselt alljährlich. Am 29. Januar 2007 fand dort die erste kirchliche Trauung in der Antarktis statt. Der Ehemann Eduardo Aliaga Ilabaca gehörte zur Besatzung der chilenischen Station, die Ehefrau Angelina Tschuldibina ist Russin.
Mittlerweile fanden auch erste Taufen an der Station statt.
Die Iwan-Rilski-Kapelle in der Nähe der bulgarischen St.-Kliment-Ohridski-Basis auf der Livingston-Insel ist eine orthodoxe Kapelle. Die katholische Kapelle Santa María Reina de la Paz im chilenischen Villa Las Estrellas auf King George Island ist ein für den Gottesdienst umgebauter Container, in dem 36 Menschen auf zwölf Bänken Platz finden.

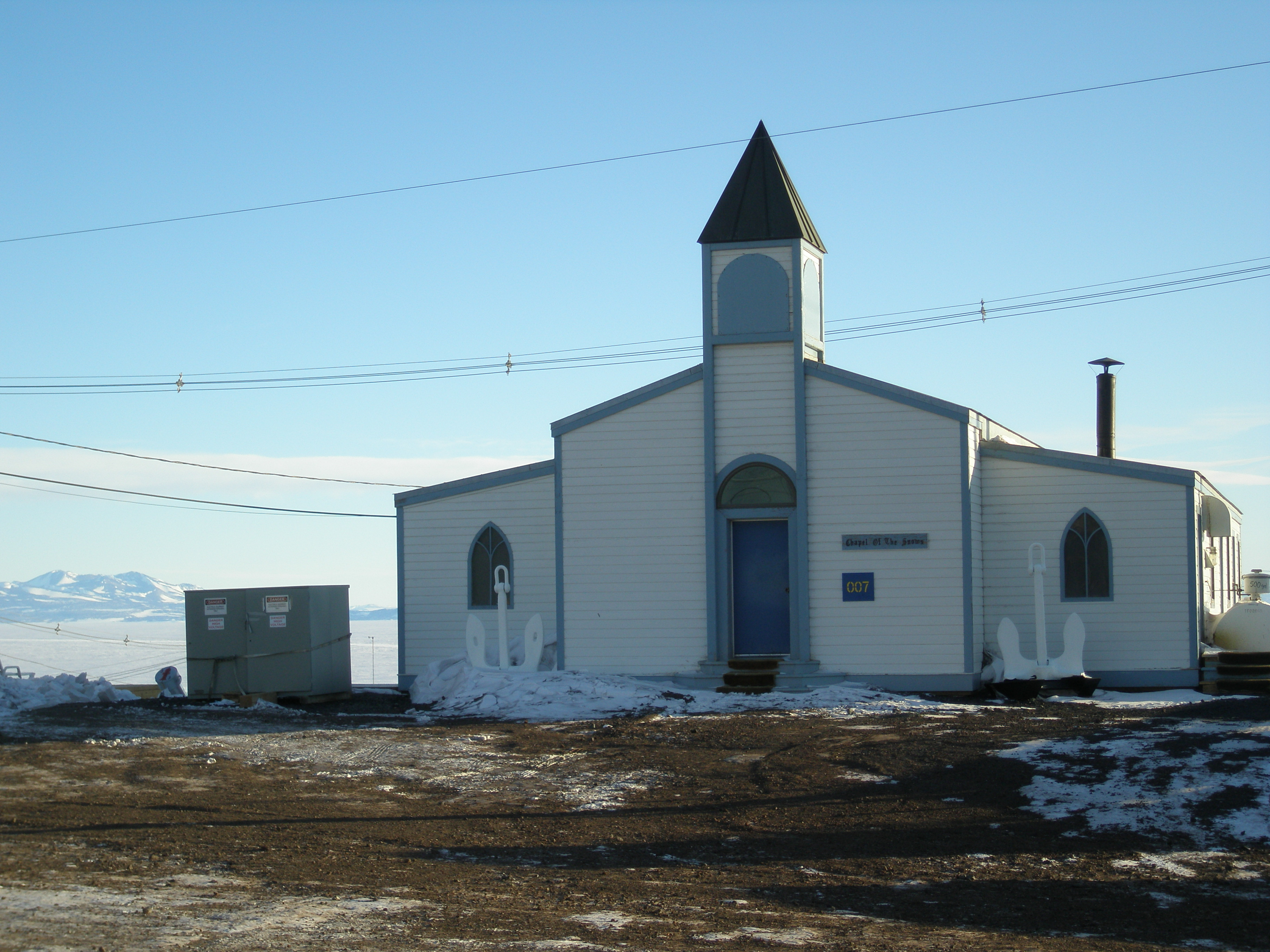
Chapel of the Snows der McMurdo-Station
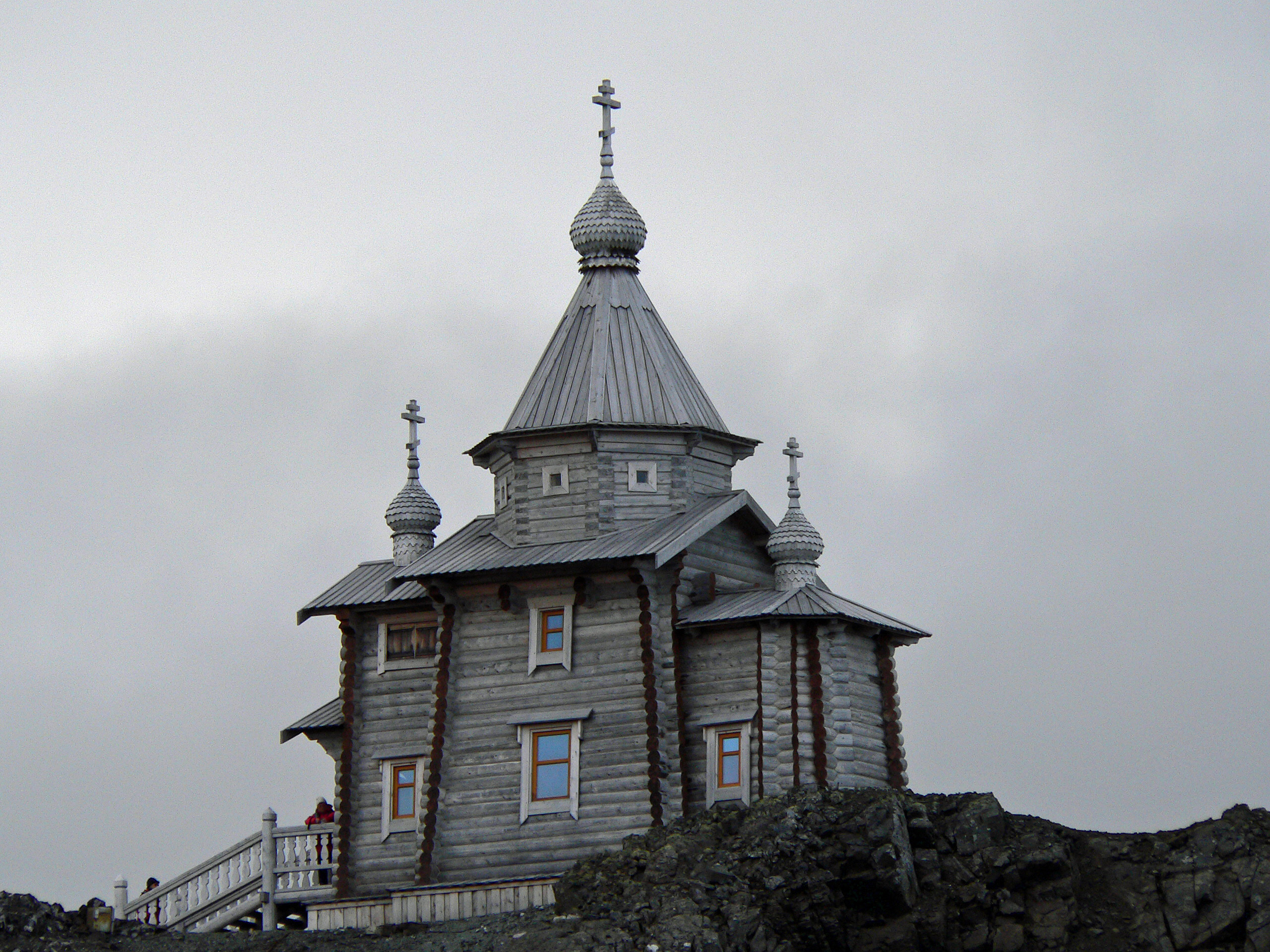
Außenansicht der Dreifaltigkeitskirche auf King George Island
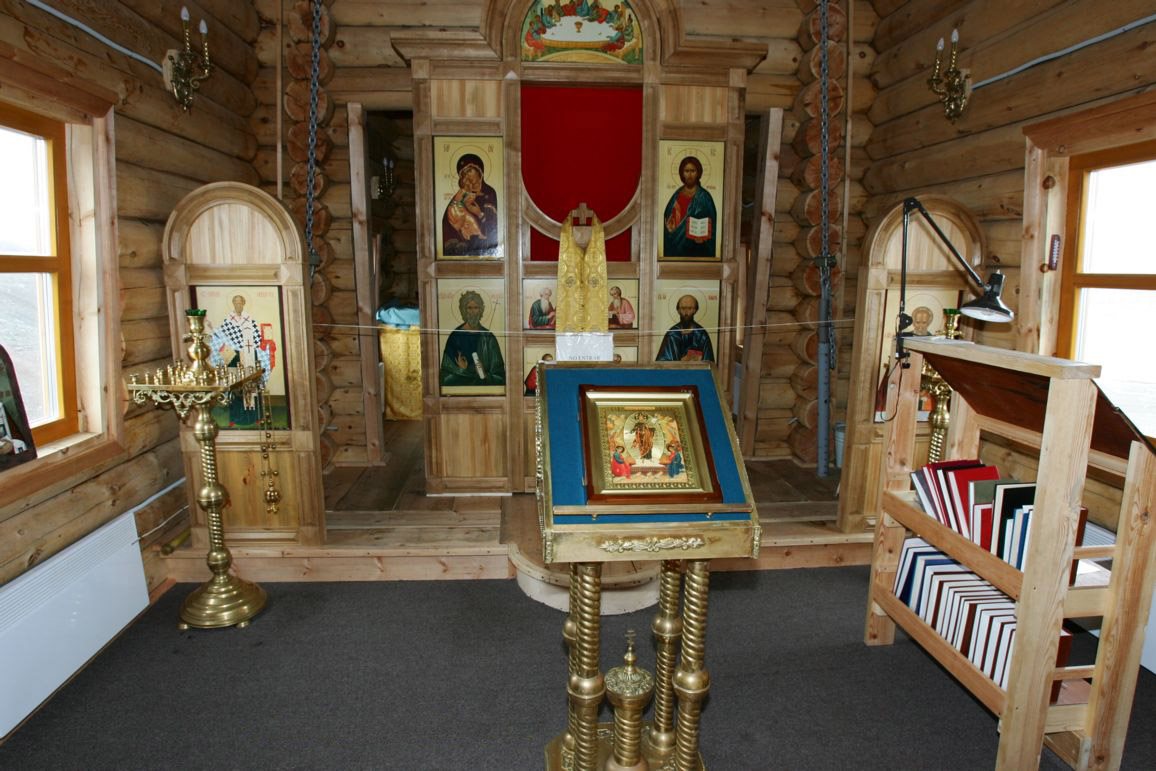
Innenausstattung der Dreifaltigkeitskirche
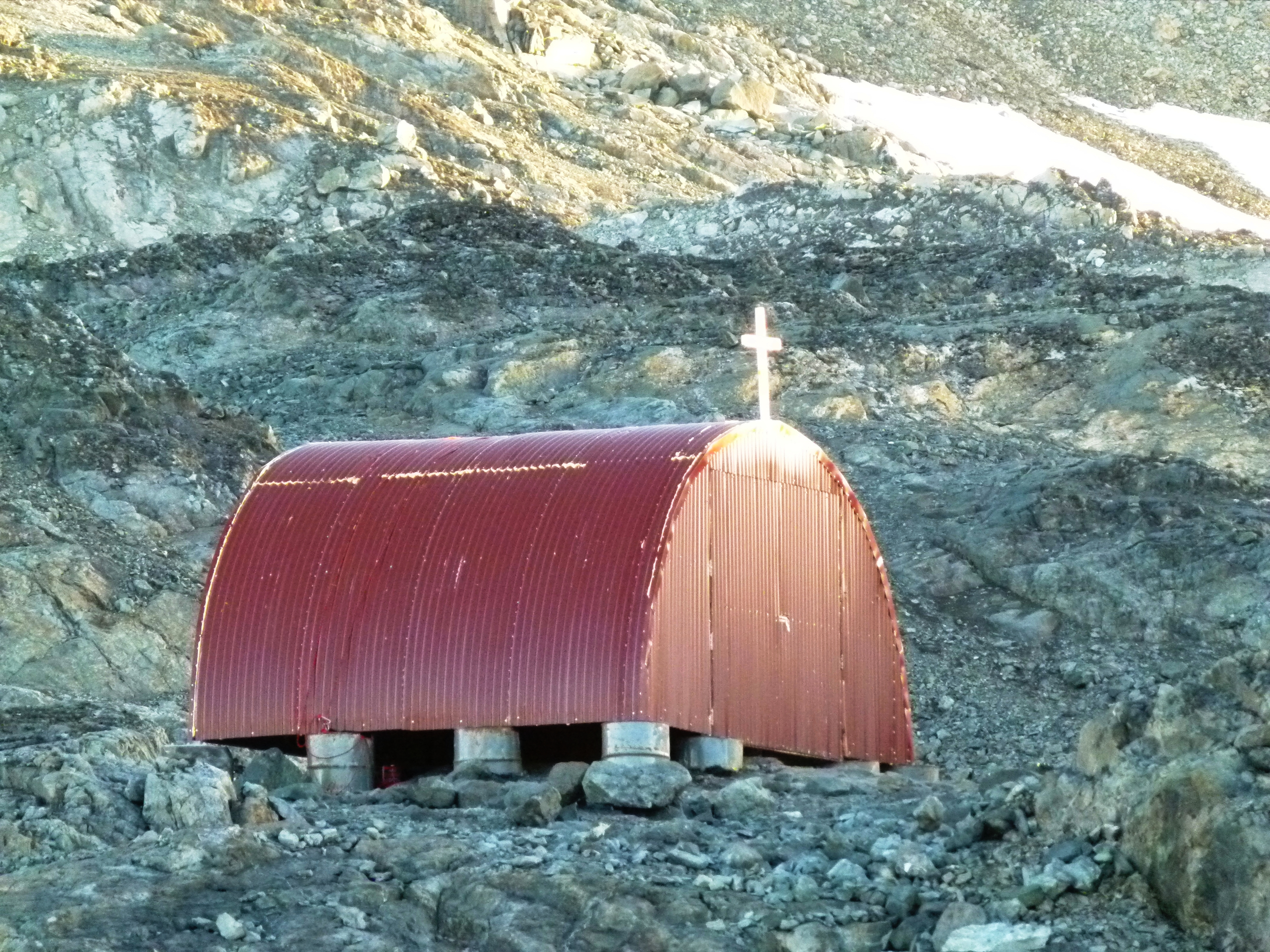
Die bulgarische Iwan-Rilski-Kapelle
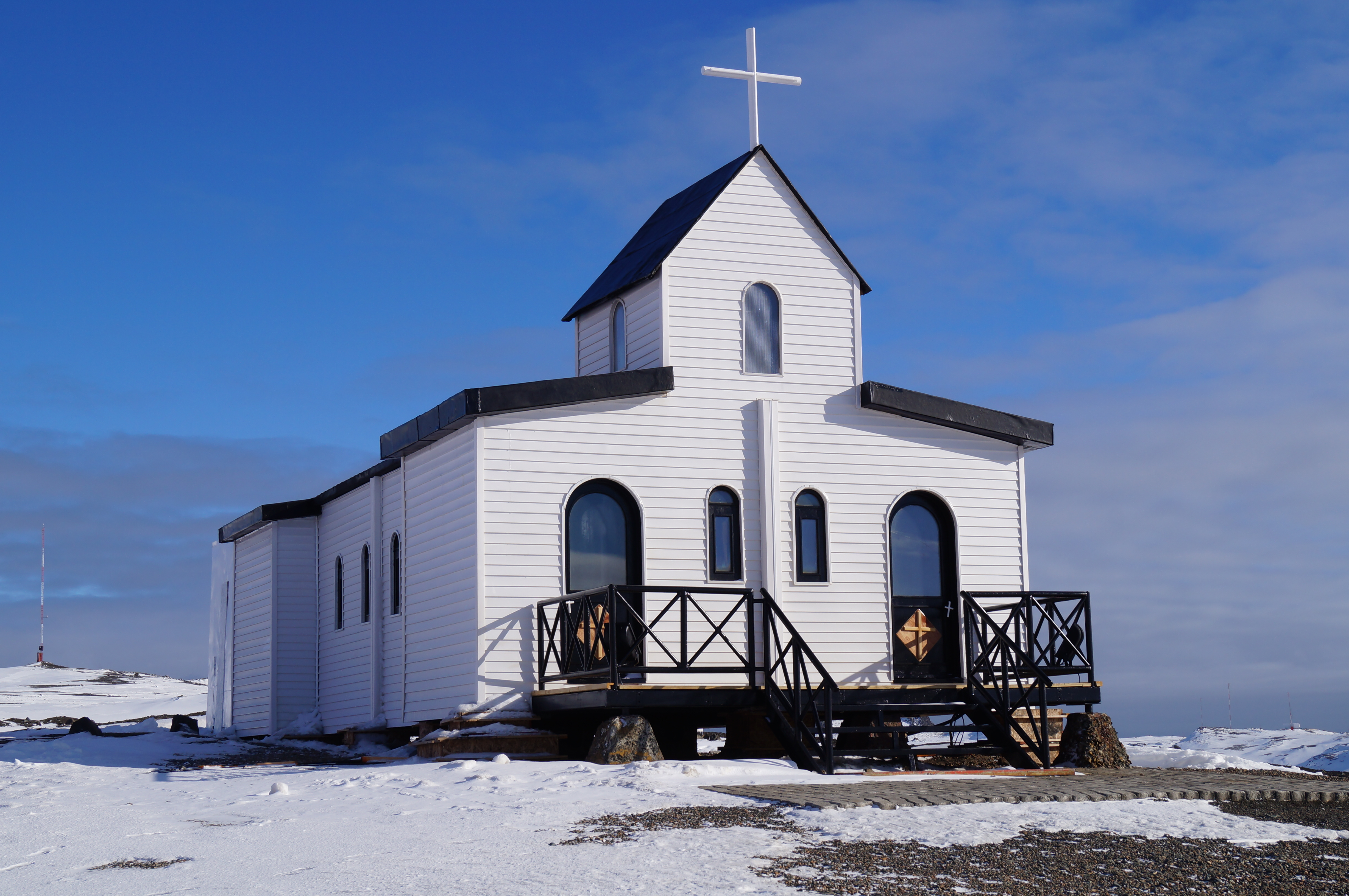
Die chilenische Kapelle Santa María Reina de la Paz

Der mittlerweile von einem russisch-orthodoxen Kreuz überragte Friedhof der Buromski-Insel gehört mit über 60 dort bestatteten Menschen zu den bedeutenden Denkmälern der Antarktis.

## Besonderheiten
Im Rahmen des pakistanischen Antarktisprogrammes sind auf der Jinnah Antarctic Station auch pakistanische Muslime in der Antarktis im Einsatz, haben dort aber keine separate Moschee. Eine wörtliche Einhaltung der muslimischen Vorgaben, etwa der Tagesgebete oder des Fastens beim Ramadan, ist südlich des Polarkreises wegen der ausgedehnten Polartage nicht möglich.